# Іван (стадіон)
«Іва́н» — спортивний та футбольний стадіон у Одесі.
Стадіон може вмістити до 1200 уболівальників, які розміщуються на двох трибунах: першій — з пластиковими сидіннями, другій — з дерев'яними лавами (знаходиться прямо навпроти першої); за воротами глядацькі місця відсутні. Крім футбольного поля, спортивний комплекс також включає міні-футбольне поле, тренажерний зал, а також водоспад і скульптуру ведмедя.
Головними недоліками стадіону є відсутність штучного освітлення, а також те, що з північної сторони стадіону на дуже близькій відстані від нього проходить залізнична колія.
Спочатку на стадіоні свої домашні поєдинки проводив ФК «Іван», який на той час виступав у аматорському чемпіонаті України з футболу.
У 2012 році ФК «Хаджибей» проводив на стадіоні свої домашні матчі в рамках Чемпіонату та Кубку Одеси. 
З сезону 2014/15 на спортивній арені грає клуб другої ліги чемпіонату України «Реал Фарма».
На ФСК «Іван» відбуваються матчі під егідою ліги ФЛЛАГ.

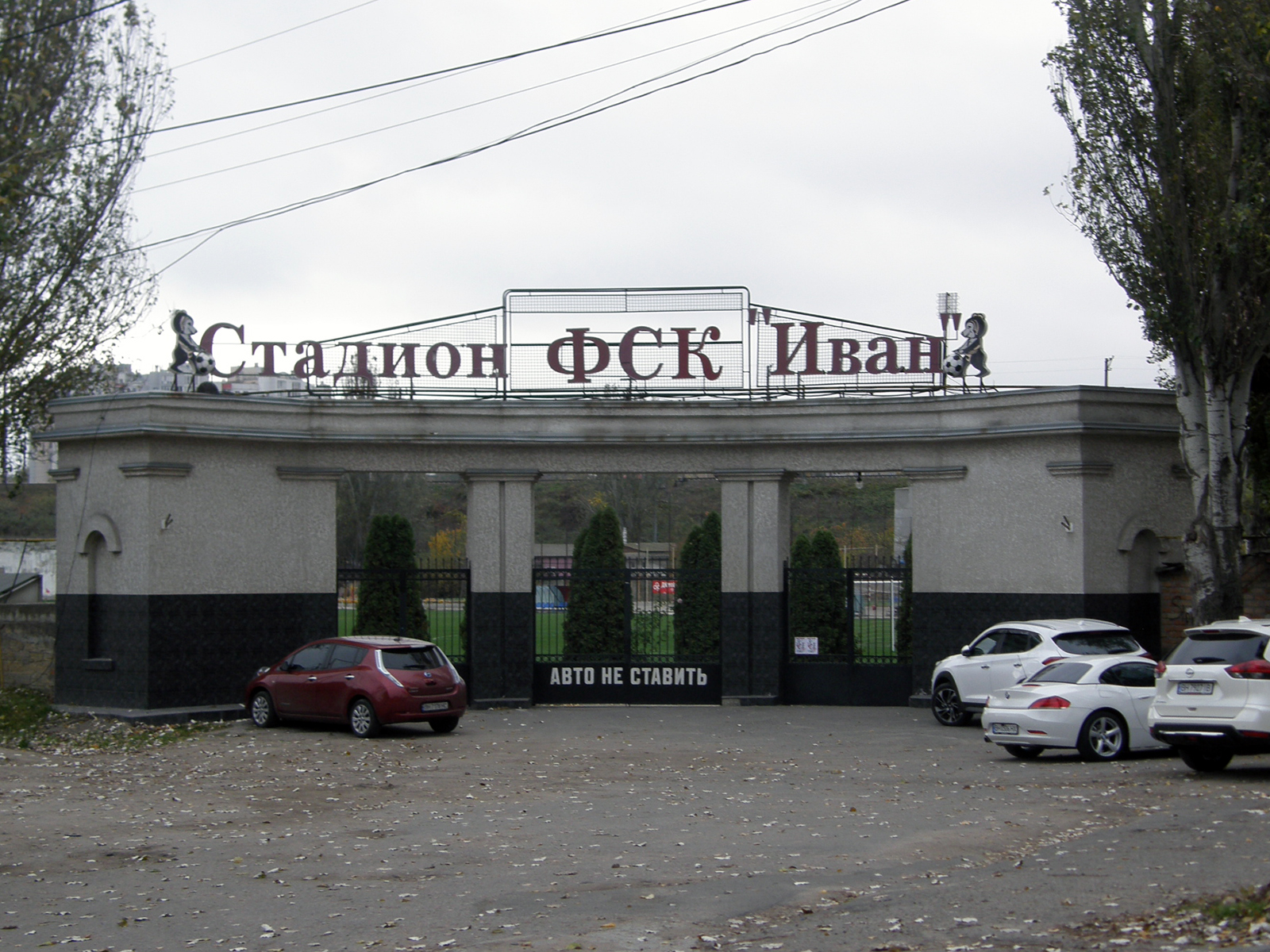
Вхід на стадіон
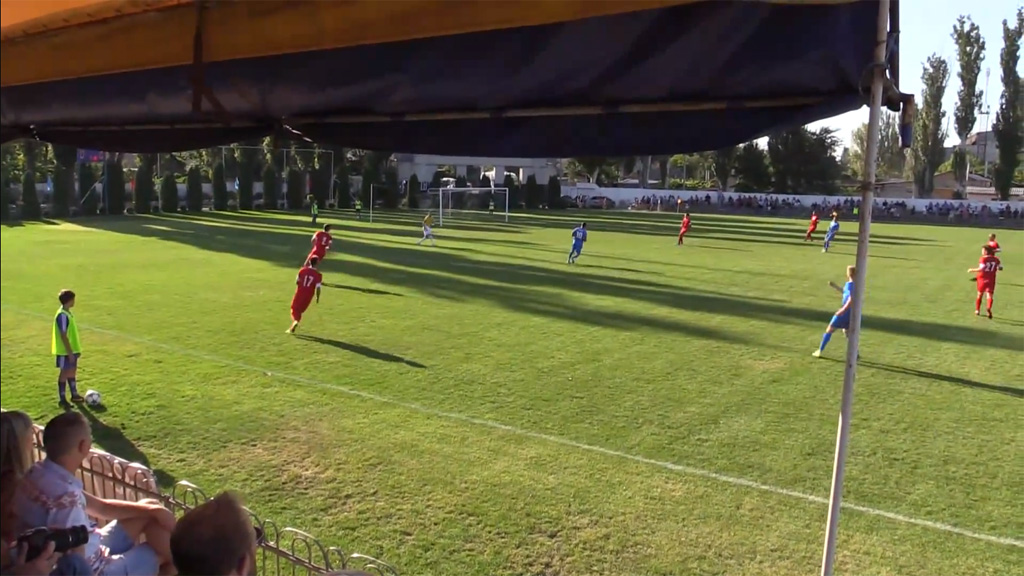
Вид на поле з критої трибуни